# Robert II., burgundski vojvoda
Robert II. (1248. — 21. ožujka 1306.) bio je burgundski vojvoda, kao i naslovni kralj Soluna.

## Obitelj
Robert je bio treći sin vojvode Huga IV. i Jolande de Dreux, a oženio se Agnezom Francuskom, kćerju Luja IX. Svetog. Agnezini i Robertovi sinovi bili su Hugo V., Odo IV., Luj i Robert, a kćeri Blanka, Margareta, Ivana i Marija. Margareta se udala za kralja Luja X. Francuskog, a Ivana za Filipa VI. Francuskog.